# 수페르잠
수페르잠(SuperZam)은 루도비코 라자로 자멘호프를 패러디한 가공의 인물과 슈퍼히어로이다.